# 櫟生側耳
櫟生側耳（學名：Pleurotus dryinus），又稱櫟北風菌、櫟平菰，是一種植物的病源體。在中國屬於可食用真菌。

## 外部連結
- Index Fungorum （页面存档备份，存于）
- USDA ARS Fungal Database
- 中國經濟真菌大全